# Sebastiaan Damman
Sebastiaan Damman (* 1578 in Antwerpen; † Dezember 1640 in Zutphen) war ein niederländischer evangelisch-reformierter Geistlicher während des Achtzigjährigen Krieges.

## Biografie
Sebastiaan Dammans Eltern waren Godefridus Damman und Margaretha van den Hove. Ab 1598 studierte er Theologie in Leiden. Er war in dieser Zeit offenbar ein akademischer Schüler von Jacobus Arminius und war mit Remonstranten befreundet.
Im November 1604 trat Damman seine erste Pfarrstelle in Zutphen an. Er entwickelte sich nun zu einem Kontraremonstranten und verteidigte mehrfach seine Rechtgläubigkeit unter anderem gegen Vorwürfe des Sozinianismus. Die Provinzialsynode von Gelderland entsandte ihn als Delegierten zur Nationalsynode von Dordrecht (1618/19). Hier wurde er ins Moderamen gewählt, erhielt das Amt eines Scriba und hatte folglich während der Synode Leitungsaufgaben. Von seiner Hand stammt das Dokument der Acta contracta mit seiner Vorrede. Nach Abschluss der Dordrechter Synode trat er 1619 auf der Provinzialsynode von Utrecht auf, um dort die Absetzung aller Pfarrer zu erreichen, die sich weigerten, die Lehrregeln von Dordrecht zu unterschreiben.
1631 gehörte Damman zu einer Kommission, die eine Versöhnung mit den in der Festung Loevestein inhaftierten Remonstranten versuchen sollte. Anfang der 1630er Jahre war Sebastiaan Damman als Militärprediger im Heer des Statthalters Friedrich Heinrich im Raum Venlo eingesetzt. 1634 geriet er in spanische Gefangenschaft und war in der Festung Geldern inhaftiert. 1635 kaufte ihn die niederländische Provinzregierung von Gelderland mit Unterstützung des Statthalters frei. An den Haftfolgen hatte er zeitlebens zu tragen. Zwar betraute ihn die Provinzialsynode von Gelderland mit verschiedenen Aufgaben, aber er konnte diese krankheitsbedingt nur teilweise wahrnehmen.